# Elezione del Presidente del Senato del 1982
L'elezione del presidente del Senato del 1982 per l'VIII legislatura della Repubblica Italiana si è svolta il 9 dicembre 1982.
Il presidente del Senato uscente, in quanto incaricato dal presidente della Repubblica a formare un nuovo governo, è Amintore Fanfani. Presidente provvisorio del Senato è il vicepresidente Adriano Ossicini.
Presidente del Senato della Repubblica, eletto al I scrutinio, è Tommaso Morlino.

## L'elezione

### Preferenze per Tommaso Morlino
| Scrutinio | Voti | Percentuale |
| --------- | ---- | ----------- |
| I         | 208  | 70.9%       |

## 9 dicembre 1982

### I scrutinio
Per la nomina è richiesta la maggioranza assoluta dei componenti dell'Assemblea.
| Dati votazione | Dati votazione    |    | Nome                      | Nome | Voti |
| -------------- | ----------------- | -- | ------------------------- | ---- | ---- |
| Presenti       | 293               |    | Tommaso Morlino           | 208  |      |
| Votanti        | 293               |    | Giuseppe Bartolomei       | 9    |      |
| Astenuti       | 0                 |    | Paolo Emilio Taviani      | 8    |      |
| Maggioranza    | 162               |    | Armando Cossutta          | 6    |      |
|                |                   |    | Francesco Paolo Bonifacio | 5    |      |
|                | Giuseppe Branca   | 3  |                           |      |      |
|                | Carlo Lavezzari   | 2  |                           |      |      |
|                | Luigia Barin      | 1  |                           |      |      |
|                | Umberto Terracini | 1  |                           |      |      |
|                | Claudio Vitalone  | 1  |                           |      |      |
|                | Schede bianche    | 48 |                           |      |      |
|                | Schede nulle      | 1  |                           |      |      |

Risulta eletto: Tommaso Morlino